# Pionki (gemeente)
De gemeente Pionki is een landgemeente in het Poolse woiwodschap Mazovië, in powiat Radomski.
De zetel van de gemeente is in Pionki.
Op 30 juni 2004 telde de gemeente 9843 inwoners.

## Oppervlakte gegevens
In 2002 bedroeg de totale oppervlakte van gemeente Pionki 230,82 km², waarvan:
- agrarisch gebied: 33%
- bossen: 62%

De gemeente beslaat 15,09% van de totale oppervlakte van de powiat.

## Demografie
Stand op 30 juni 2004:
| Omschrijving                   | Totaal | Totaal | Vrouwen | Vrouwen | Mannen | Mannen |
| ------------------------------ | ------ | ------ | ------- | ------- | ------ | ------ |
| eenheid                        | aantal | %      | aantal  | %       | aantal | %      |
| inwoners                       | 9843   | 100    | 4887    | 49,6    | 4956   | 50,4   |
| bevolkingsdichtheid (inw./km²) | 42,6   | 42,6   | 21,2    | 21,2    | 21,5   | 21,5   |

In 2002 bedroeg het gemiddelde inkomen per inwoner 1255,83 zł.

## Administratieve plaatsen (sołectwo)
Adolfin, Augustów, Bieliny, Brzezinki, Brzeziny, Czarna-Kolonia, Czarna Wieś, Działki Suskowolskie, Helenów, Januszno, Jaroszki, Jaśce, Jedlnia, Jedlnia-Kolonia, Kieszek, Kolonka, Krasna Dąbrowa, Laski, Marcelów, Mireń, Płachty, Poświętne, Sałki, Sokoły, Stoki, Sucha, Suskowola, Wincentów, Zadobrze, Zalesie, Żdżary.
Zonder de status sołectwo : Tadeuszów.

## Aangrenzende gemeenten
Garbatka-Letnisko, Głowaczów, Gózd, Jastrzębia, Jedlnia-Letnisko, Kozienice, Pionki, Policzna, Zwoleń